# Météorite d'Orgueil
Pour les articles homonymes, voir  Orgueil.
La météorite d'Orgueil, ou simplement Orgueil, est une météorite qui est tombée le 14 mai 1864 dans un champ de la commune d'Orgueil (Tarn-et-Garonne, France), au sud de Montauban. C'est une chondrite carbonée de type CI1, une espèce très rare. Orgueil contient entre autres du xénon HL (132Xe) et des poussières de diamant. C'est la première météorite dans laquelle on a retrouvé des acides aminés extraterrestres, donnant crédit à la théorie de la panspermie.
Une masse totale de 14 kg a été collectée, ce qui fait d'Orgueil la plus massive des neuf chondrites CI connues en 2021. Un morceau de la météorite d'Orgueil est exposé au muséum d'histoire naturelle Victor Brun à Montauban. D'autres sont exposés dans certains des plus grands musées d'histoire naturelle du monde, tels le musée d'histoire naturelle de Londres, le muséum américain d'histoire naturelle à New York ou le Muséum national d'histoire naturelle à Paris. Ce dernier en possède un fragment qui pèse plus de 10 kg.

## Chute
Sa chute, le 14 mai 1864, est vue par des milliers de personnes depuis le nord de la France jusqu'au nord de l'Espagne. De nombreux témoignages sur le bolide qui a explosé dans un grand fracas sont publiés dans les journaux et les comptes rendus d'académies, ces dernières obtenant rapidement des échantillons afin de les analyser. Ainsi Gabriel Auguste Daubrée ou le chimiste François Stanislas Cloez montrent en 1864 que la pierre est riche en matière organique tandis que Marcellin Berthelot précise en 1868 qu'elle contient une importante proportion d'hydrocarbures, d'où l'idée qu'elle puisse contenir des germes de vie. Daubrée confie à Aimé Laussedat, professeur à l'École polytechnique, la tâche de retracer la trajectoire en 1867. 
Le point d'entrée dans l'atmosphère du météoroïde a été déterminé à environ 70 kilomètres d'altitude, le bolide effectuant une traînée lumineuse sur une distance de 150 kilomètres avec un angle de 20° à son entrée atmosphérique. Sa vitesse a été estimée à 20 km/s, vitesse typique d'un météoroïde.

## Études contemporaines

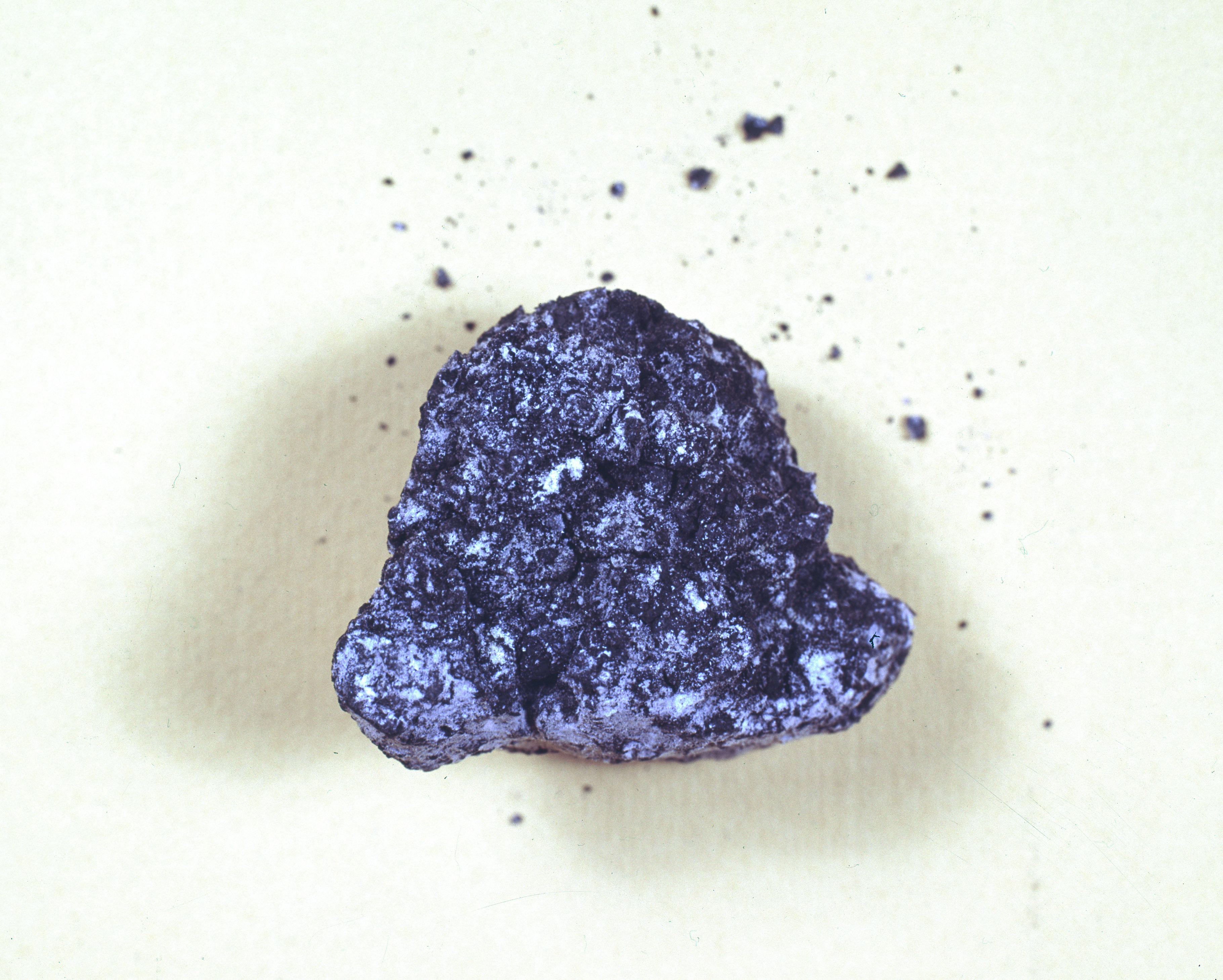
Fragment de la météorite d'Orgueil au musée de minéralogie de l'école des Mines en 1965.

Des fragments de cette météorite ont été envoyés dans le monde entier pour servir à de nombreuses études scientifiques, comme l'étude de la composition du Soleil, et plus généralement celle de l'univers avant la naissance du système solaire. 
La présence de graines enfouies dans la matrice d'un des échantillons, découvertes en 1961 par le professeur de chimie Bartholomew Nagy et le microbiologiste George Claus, s'est révélée être le résultat d'un canular (contamination, probablement de façon intentionnelle, par des pollens, pour faire croire à l’existence de vie extraterrestre), comme le révèle le professeur Edward Anders en 1963.
Les études portant sur la météorite d'Orgueil se poursuivent au XXIe siècle :
- 2001 : des études ont été réalisées par une équipe de chercheurs de trois laboratoires : l'Institut d'océanographie Scripps (Californie), l'observatoire de Leyde (Pays-Bas) et le Ames Research Center de la NASA ;
- 2 août 2004 : lors du Symposium international des sciences et techniques optiques qui s'est tenu à Denver au Colorado, Richard B. Hoover (NASA/NSSTC) a utilisé des images de la météorite d'Orgueil lors d'une conférence intitulée Instruments, methods, and Missions for Astrobiology VIII. La plupart de ces images avaient été obtenues entre le 21 et le 23 juillet 2004 au centre spatial de la NASA de Huntsville (Alabama) ;
- 2006 : 
  - la mission Stardust est de retour après 7 années dans l'espace. Cette sonde rapporte sur terre quelques poussières de la comète Wild 2. Quelques laboratoires triés sur le volet dans le monde entier vont recevoir quelques grains pour les étudier et vérifier des théories. Au Muséum national d'histoire naturelle à Paris, les cosmochimistes pourraient ainsi vérifier si Orgueil était ou non un morceau de comète, en comparant la composition de la poussière de comète et la météorite Orgueil,
  - la reconstitution de l'orbite du météoroïde (orbite de relativement courte période, qui fait partie de la famille JFC[10]) indique qu'elle est compatible avec une origine cométaire[8] ;
- 2010 : l'analyse de la composition isotopique de grains microscopiques dans la météorite Orgueil révèle un excès de 54Cr, attestant de leur origine pré-solaire. Plus exactement, ils se seraient formés lors de l'explosion d'une supernova proche et peu de temps avant la naissance du Soleil. Cette supernova serait une de celles dont l'onde de choc aurait pu contribuer à la condensation de la nébuleuse pré-solaire[11],[12] ;
- 2011 : Richard Hoover, astrobiologiste à la NASA, affirme avoir découvert des traces fossiles de bactéries dans la météorite. La NASA s'est désolidarisée de son chercheur[13].